# کارل وولاید
کارل وولاید (استونیایی: Karel Voolaid؛ زادهٔ ۴ ژوئیهٔ ۱۹۷۷)  بازیکن سابق و مربی فوتبال اهل استونی است.
از باشگاه‌هایی که در آن بازی کرده‌است می‌توان به باشگاه فوتبال پایده لینامیسکوند اشاره کرد.